# 敬暉
敬 暉（けい き、生年不詳 - 706年）は、唐代の官僚・政治家。字は仲曄。本貫は絳州太平県。

## 経歴
弱冠にして明経に挙げられた。聖暦元年（698年）、衛州刺史に累進した。ときに河北に突厥の侵入があり、このため秋になっても城の修築を中止しない状況だったので、敬暉は収穫を優先して城郭の修繕を取りやめさせた。夏官侍郎に転じ、秦州刺史として出された。大足元年（701年）、洛州長史に転じた。武則天が長安に行幸すると、敬暉は知副留守事をつとめた。職にあっては清廉有能なことで知られた。長安3年（703年）、中台右丞に任じられ、銀青光禄大夫の位を加えられた。
神龍元年（705年）、敬暉は右羽林将軍に転じた。張易之・張昌宗兄弟を討った功により、金紫光禄大夫の位を加えられ、納言に抜擢され、平陽郡公の爵位を受けた。ほどなく斉国公に進封された。敬暉らは唐室の中興にあたって、武氏の諸王の爵位を降格するよう求める上奏をおこなった。これにより武氏の諸王は公に降格され、武三思に憎まれた。敬暉は爵位を平陽郡王に上げられたが、知政事を退任することになった。武三思は韋皇后の助けを受けて宮中に入り、宰相の事務をおこなうようになった。
神龍2年（706年）、王同晈が武三思の殺害を計画して、事が漏れると、武三思は敬暉や桓彦範・袁恕己らを連座させた。敬暉は崖州司馬に左遷され、さらに瓊州に流され、武三思の命を受けた周利貞により殺害された。景雲元年（710年）、睿宗が復位すると、敬暉は平陽郡王の官爵をもどされ、秦州都督の位を追贈された。諡は粛愍といった。建中元年（780年）、重ねて太尉の位を贈られた。

## 伝記資料
- 『旧唐書』巻91 列伝第41
- 『新唐書』巻120 列伝第45